# Jamila Ksiksi
Jamila Ksiksi (arabe : جميلة الكسيكسي), de son nom complet Jamila Debbech Ksiksi, née le 14 août 1968 à Médenine et morte le 19 décembre 2022, est une femme politique tunisienne.
Dirigeante du mouvement islamiste Ennahdha, elle siège comme députée à l'Assemblée des représentants du peuple comme représentante de la circonscription de l'Ariana de 2014 à 2021. Elle démissionne ensuite d'Ennahdha pour rejoindre un nouveau mouvement, Travail et Réalisation, peu avant sa mort dans un accident de la route.

## Biographie

### Études
Née le 14 août 1968 à Médenine, Jamila Ksiksi obtient un baccalauréat en sciences et mathématiques au lycée technique de Médenine en 1990, puis déménage pour étudier à l'Institut supérieur de gestion de Tunis, où elle obtient un diplôme de technicienne supérieure en gestion en 1992, puis à l'Institut des hautes études commerciales de Carthage, où elle obtient une maîtrise en comptabilité en 2001.

### Carrière professionnelle
En 1993, Jamila Ksiksi intègre la Caisse nationale de sécurité sociale comme gestionnaire avant d'être nommée, en 2005, comme cheffe de service adjointe, poste qu'elle occupe jusqu'en 2009, date à laquelle elle devient cheffe de service principal à la Caisse nationale d'assurance-maladie.

### Parcours militant

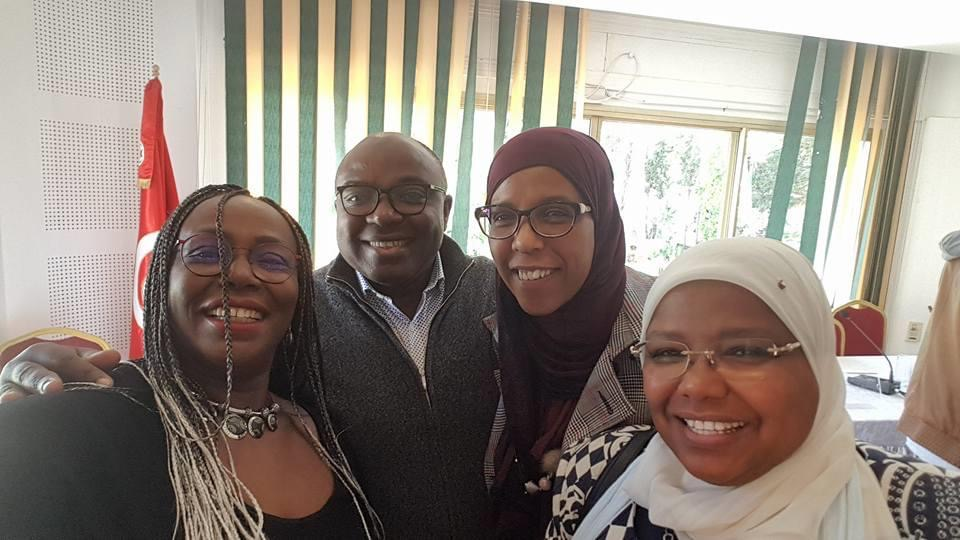
De gauche à droite : Saadia Mosbah, Khaled Ben Saad (avocat), Houda Mzioudet et Jamila Ksiksi en 2018.

Dans le domaine associatif, Jamila Ksiksi est l'une des membres fondatrices de l'Association culturelle Al Qāf, ainsi que l'une des membres fondatrices et présidente du réseau des pôles civils pour le développement et les droits de l'homme, en plus d'être trésorière du Centre d'études Islam et démocratie.
Activiste de la société civile, Ksiksi s'engage dans les domaines des droits de l'homme et des femmes, de la lutte contre la corruption, de la bonne gouvernance et de la transparence.

### Carrière politique

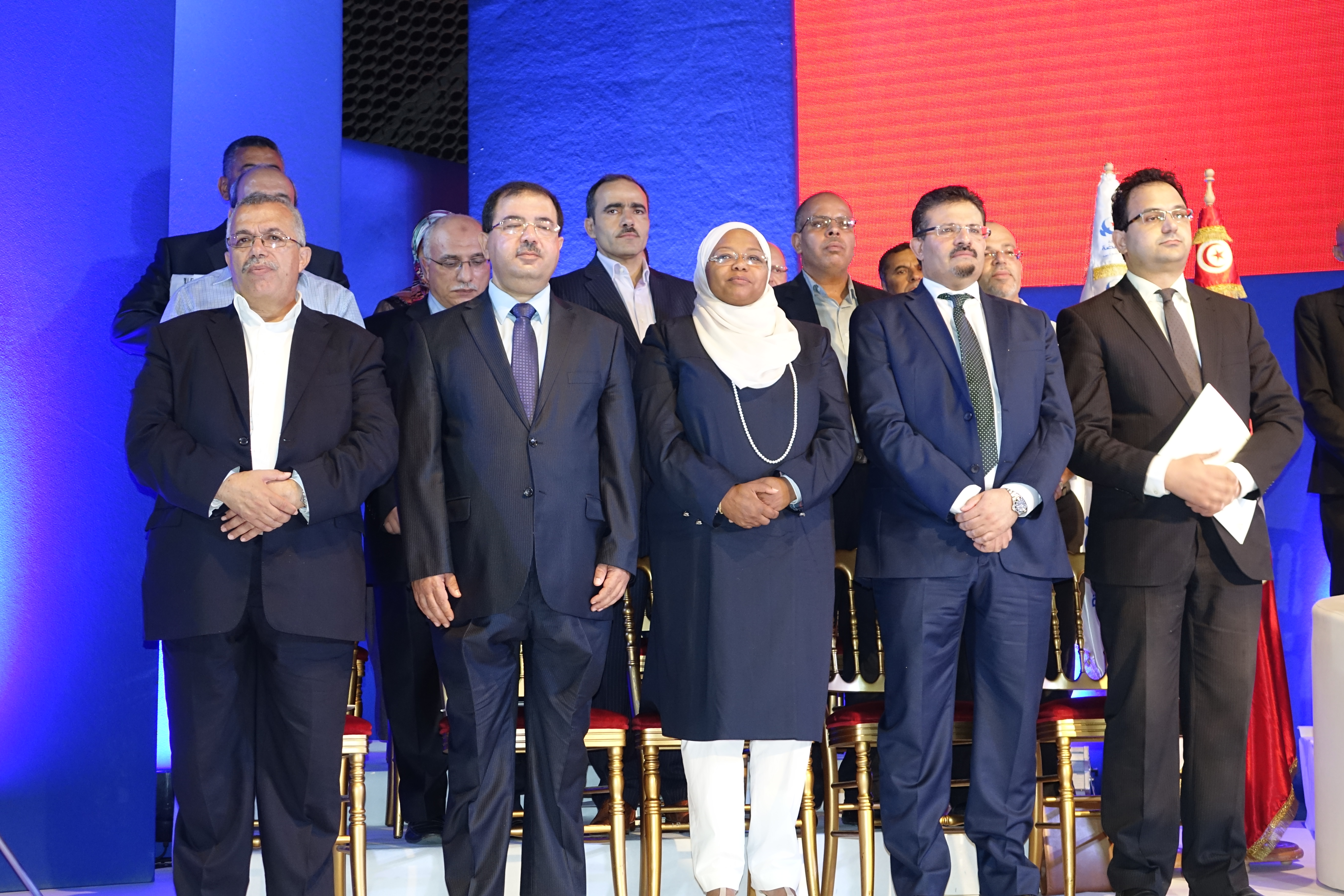
Jamila Ksiksi à une réunion du mouvement Ennahdha pour les élections de 2014.

Active au sein du mouvement islamiste Ennahdha, Jamila Ksiksi est élue députée à l'Assemblée des représentants du peuple lors des élections du 26 octobre 2014 comme représentante de la circonscription de l'Ariana, faisant d'elle la seule députée noire.
Jamila Ksiksi y siège dans les instances suivantes :
- commission de la réforme administrative, de la bonne gouvernance, de la lutte contre la corruption et du contrôle de gestion des deniers publics (avril 2015-septembre 2016 et novembre 2018-novembre 2019)[2] ;
- commission de la santé et des affaires sociales (mai 2015-septembre 2016 et novembre 2017-novembre 2019[2]) ;
- bureau de l'assemblée comme assesseure chargée des relations avec le citoyen et la société civile (octobre 2016-octobre 2017)[2] ;
- commission des affaires de la femme, de la famille, de l'enfance, de la jeunesse et des personnes âgées (novembre 2017-novembre 2018)[2] ;
- commission d'investigation sur le classement de la Tunisie en tant que paradis fiscal (février 2018-novembre 2019)[2] ;
- commission du règlement intérieur, de l'immunité, des lois parlementaires et des lois électorales (décembre 2019-décembre 2021)[5] ;
- commission des martyrs et blessés de la révolution, de l'application de la loi de l'amnistie générale et de la justice transitionnelle (décembre 2019-décembre 2021)[5].

Durant son mandat, elle évoque la problématique de la discrimination raciale et dénonce des actes survenus en marge d'un match de la CAN 2015. Elle soutient par ailleurs l'adoption par l'Assemblée des représentants du peuple d'une loi pour lutter contre ce phénomène. Elle fait elle-même l'objet d'attaques racistes de la part de Salah Neji, dirigeant du Parti destourien libre (PDL), en décembre 2019. Accusée dans le même temps par la députée Abir Moussi (PDL) d'avoir adhéré au Rassemblement constitutionnel démocratique du président Zine el-Abidine Ben Ali avant la révolution de 2011, elle publie un démenti.
Jamila Ksiksi est par ailleurs élue au Parlement panafricain en 2015 et y préside le caucus des femmes.
Le 25 septembre 2021, son nom apparaît dans la liste des signataires d'une démission collective du parti Ennahdha, dans le cadre des tensions internes avec la direction du parti alimentées par la crise politique initiée le 25 juillet.
Le 28 juin 2022, elle rejoint un nouveau mouvement, Travail et Réalisation.

### Mort
Le 19 décembre 2022, selon un communiqué de Samir Dilou, Jamila Ksiksi décède avec sa sœur à la suite d'un accident sur l'autoroute Sfax-Gabès.